# Догана (дисциплінарне стягнення)
Дога́на — вид дисциплінарного стягнення, що застосовується до працівників та до порушників режиму в установах відбування покарання і полягає у власному усному чи письмовому засудженні неправомірної поведінки винного.

## Законодавче визначення
В трудовому законодавстві догана є одним з видів дисциплінарної відповідальності працівників, які порушили трудову дисципліну.

## Застосування
Може застосовуватися протягом місяця з дня виявлення проступку, не пізніше шести місяців з дня вчинення проступку (якщо не було виявлено раніше). 
До застосування стягнення роботодавець повинен витребувати у працівника письмові пояснення стосовно порушення трудової дисципліни. Стягнення оголошується в наказі або розпорядженні і віддається під розписку працівника.
Стягнення може бути оскаржене.

## Різновиди
Крім того, догана (або сувора догана) є видом дисциплінарної відповідальності:
- військовослужбовців; строк дії догани — два місяці, а суворої догани — три
- державних службовців (лише догана, яка при цьому є більш суворим стягненням, ніж «зауваження»; порядок застосування стягнень є дещо відмінним від інших працівників)
- осіб, узятих під варту (лише догана)
- засуджених до арешту (лише догана), тримання в дисциплінарному батальйоні військовослужбовців, обмеження волі чи позбавлення волі, які порушили встановлений порядок відбування покарання або встановлені заборони.